# Sadd-e ‘Alavīān
Sadd-e ‘Alavīān (persiska: سّد علویان) är en dammbyggnad i Iran.   Den ligger i provinsen Östazarbaijan, i den nordvästra delen av landet, 500 km väster om huvudstaden Teheran. Sadd-e ‘Alavīān ligger 1 552 meter över havet.
Terrängen runt Sadd-e ‘Alavīān är kuperad norrut, men söderut är den platt.Runt Sadd-e ‘Alavīān är det ganska tätbefolkat, med 155 invånare per kvadratkilometer. Närmaste större samhälle är Marāgheh, 4,3 km söder om Sadd-e ‘Alavīān. Trakten runt Sadd-e ‘Alavīān består till största delen av jordbruksmark.